# Alberto Rapisarda
Alberto Rapisarda (Conegliano, 1964) è un fumettista e programmatore multimediale italiano.

## Biografia
Inizia a realizzare storie a fumetti a metà anni ottanta per la rivista romana Frigidaire, mentre collabora alle attività del gruppo/studio di fumetti/associazione culturale Zio Feininger di Bologna. Tra le attività dello studio, dà una mano ai colleghi per opere pubblicate su Dolce vita, Nuvola Bianca e altre riviste; espone a Bologna e Pordenone; è live performer (graffiti, murales a Bologna e a Cesena con Andrea Pazienza.
Nel 1984 crea il serial Riki Andrews - realizzato, promosso e supervisionato da un pool di autori del fumetto italiano, tra cui Andrea Pazienza, Andrea Baldazzi (che ne è co-creatore), Lorenzo Mattotti - fumetto che narra le vicende di un detective newyorchese nato perdente. Le avventure editoriali del personaggio hanno la medesima vita difficile, e soltanto i due creatori seguono la serie fino all'ultima avventura del 1997.
Nel 1995 crea il gruppo artistico ConCept, con molti vecchi amici, oltre a Giorgio Carpinteri e Filippo Scozzari - con i quali si propone, tramite molteplici forme mediatiche, di promuovere progetti culturali e iniziative di impegno sociale-ambientale. Il gruppo realizza opere quali Operazione Eden, The Andrea Pazienza Internet Legacy, Fumetti.Com, Steel Landscapes.
Nel 1996 collabora ai libri Prima pagare poi ricordare per Castelvecchi, e Rough Trade per ConCept Press. La modernità delle due operazioni dà vita ad una campagna promozionale fatta di brochure, audiocassette, siti web, e poster pubblicitari che appaiono a Venezia, Bologna, e altrove, Anche l'idea del book-single è nuova - il libro può essere letto per singoli capitoli su volumetti in carta pregiata, copertine in acetati, e confezione lusso.
Negli anni novanta organizza contenuti multimediali per organismi politici e aziende commerciali.
Nel 2000 realizza la versione a colori di Silen Night, e il doppio fumetto (b/n e pittorico) Victor, come sequela di remake in divenire delle opere di Carl Barks e di Jack Kirby.
Dagli anni duemila assembla fumetti, multimedialità e illustrazioni nel sito on-line Rapisarda Comics Studio.
Nel 2006 inizia la stesura del saggio Schede di fumetto, ancora una volta con incarnazioni cartacee, multimediali e web. Alcune parti del libro, a volte solo in forma d'articolo, escono su Scuola di Fumetto, Fumo di China, Komix a 360º, Il Mangialibri e varie altre pubblicazioni. Nel mentre scrive commenti e bibliografie per il saggio Memorie dell'Arte Bimba uscito per Coniglio nel marzo 2008
Nel marzo 2008 esce anche il primo numero - in realtà uno speciale - della rivista Zapple Mag. Tutta a colori, è posta sotto l'egida del Creative Commons, e vede rielaborazioni e scritti postumi di Andrea Pazienza e Carl Barks, oltre a vignette e illustrazioni di Giorgio Franzaroli, Roberto Carubbi e Andrea Baldazzi - e naturalmente di Rapisarda, anche direttore responsabile. La rivista è distribuita gratuitamente ordinandola on-line.
Ha esposto a Pordenone, Bologna e Forlì.